# Джаяварман IX
Джаяварман IX (кхмер. ជ័យវរ្ម័នទី៩) или Джаяварман Парамешвара (ум. 1336) — последний император Кхмерской Империи с 1327 по 1336 год. Известно, что он отправил два посольства — одно в Китай, другое во Вьетнам. Последняя надпись на санскрите во рву Ангкор Вата датирована временем его коронации 1327 годом.